# Amphidrina gaedei
Amphidrina gaedei là một loài bướm đêm trong họ Noctuidae.